# Yunckeria
Yunckeria es un género de plantas  con tres especies de arbustos pertenecientes a la familia Myrsinaceae. 

## Especies
| - Yunckeria amplifolia - Yunckeria ovandensis - Yunckeria purpusii |